# Лівська література
Лівська література — література лівською мовою, або написана лівськими авторами. Лівска література відрізняється непрофесіоналізмом, це пов'язано з тим, що велика частина лівських письменників не були професійними літераторами. Лівська література наївна, користується великою кількістю примітивних прийомів, невеликий і вибір мотивів.

## Першоджерела
Вважається, що перші письмові джерела лівською мовою з'явилися в XVI столітті.
У 1845 була видана збірка віршів Яніса Принциса і його сина Яніса Молодшого латвійською мовою «Jūrnieku svētās dziesmas un lūgšanas». У 1846 і 1852 була організована експедиція А. Шегрена в місця проживання лівів в Курземе і Відземе. У 1851 була створена літературна лівська мова окремо для західного і східного говорів Курляндського діалекту з писемністю, що базується на латинській основі. У 1861 виходить перший словник лівської мови Фердинанда Відеманна. Словник був німецько-лівський і виданий був у Петербурзі. У 1863 вийшла книга лівською мовою «Євангеліє від Матвія» в перекладі на східно- та західнолівський діалект, виконаному вчителями Н. Полманом і Я. Принцисом під редакцією відомого мовознавця академіка Відеманна. У 1880-1943 як літературна мова використовувався проміжний, в діалектному відношенні, середній говір (перша книга — Євангеліє від Матвія). У 1888 і 1912 місця проживання лівів відвідував фінський фольклорист Е. Сетяля — продовжувач справи академіка Шегрена.
Первісна фонетична орфографія лівської мови до кінця XIX століття під впливом німецької і латвійської мов сильно розійшлася з вимовою. У 1912 був виданий переклад лівською мовою «Малого Катехізису» Мартіна Лютера, виконаний Едґаром Ваалґамаа.

## Період між світовими війнами
У незалежній Латвії в період між двома світовими війнами, у відносно сприятливій атмосфері змогло реалізуватися національне пробудження лівського народу, що почалося на початку XX століття. Головним фактором, що заважав розвитку лівської мови і літератури, було використання латвійської мови в церквах і школах. В цей час почалося зближення орфографії з вимовними нормами, збагачувався словниковий запас, усувалися невиправдані запозичення з латвійської мови. За підтримки наукових і церковних організацій Фінляндії та Естонії побачило світ понад двадцять книг лівською літературною мовою, створеною на основі східного діалекту, п'ять шкільних підручників, календарі, збірники пісень, вірші лівських поетів Карліса Сталте, Лаімонса Рудзіта, книги релігійного змісту. У 1920 була організована експедиція до курземських лівів професора Тартурського університету, фінського мовознавця Лаурі Кеттунена і його студента Оскара Лорітса. У 1921 в Тарту виходить перша літературна книга лівською мовою «Ežmi līvõd lugdõbrōntõz» Оскара Лорітса. З 1923 в школах почалося факультативне викладання лівської мови вчителями, що отримали освіту в Фінляндії, наприклад таких як М. Лепсте, який протягом багатьох років відвідував лівські села і вчив лівської мови всіх бажаючих. У 1924 в Таллінні виходить перша збірка лівськиї віршів «Līvõ lōlõd» Карліса Сталте. До цієї збірки було включено 28 віршів. У 1931 почала щомісяця виходити газета «Līvli» лівською мовою, де друкуються лівські поети і письменники, а також висвітлюється лівське життя і культура. Дуже важливу роль у вивченні і збереженні лівської мови зіграв в міжвоєнний період фінський професор Лаурі Кеттунен. У 1938 Лаурі Кеттунен видав детальний лівсько-німецький словник і монографічний опис фонетики та морфології лівської мови. Видання матеріалів Кеттунена досі є найціннішими джерелами лівскої мови, так як вони записані в точній фонетичній транскрипції і містять багато унікальної інформації. У 1935 виходить книга Петера Дамберґа «Jemakīel lugdõbrāntõz skūol ja kuod pierast» («Книга для читання рідною мовою для школи і дому»). Ця книга вважається найкращим виданням лівською мовою. Остання книга лівською мовою вийшла в 1939.

## Лівська література після Другої світової війни
У 1970-1980-х була проведена формальна реформа лівської мови: з неї були усунені риси середньої говірки і здійснений остаточний перехід на норми східної говірки Курляндського діалекту, а з орфографії вилучені архаїчні графеми «у» і «ö». Але на той час була перервана лівська письмова літературна традиція, що налічувала на той момент вже кілька десятиліть. До 1980 фактично було тільки три автора, що писали лівською: Петер Дамберґ, Поулінь Клявінь і Альфонс Бертольдс.
Після здобуття незалежності Латвії робляться спроби відродження національної лівської літератури. У періодичних виданнях Латвії та Фінляндії публікуються авторські твори та зразки фольклору. Особливістю лівської народної творчості є казкові історії і легенди про море. Починають друкуватися такі лівські автори як Карліс Сталте, Байба Дамберґа і Валт Ернштрейт. У лівів є свій літературний альманах. Була видана складена Ернштрейтом антологія лівської поезії. Виходить «Календар лівів», який надає цінну культурно-історичну інформацію.

## Тематика лівської літератури
Головні герої лівської літератури в основному рибалки і робітники. Тематика пов'язана з морем і рибальством, але не з романтичної точки зору. Присутній також тема патріотизму і любові. В лівській літературі переважають вірші, часто в прозі вірші займають значну частину твору.

## Лівські письменники
- Улдрікіс Капберґс (1869-1932) — поет.
- Авґуст Скадіньш (1902-1945) — письменник.
- Едґар Ваалґамаа (1912-2003) — перекладач і письменник.
- Карліс Сталте (1870-1947) — поет і прозаїк.
- Альфонс Бертольдс (1910-1993) — поет.
- Поулінь Клявінь (1918-2001) — перекладач і поетеса.
- Петер Дамберґ (1909-1987) — письменник, поет, лівський фольклорист, перекладач і мовознавець.
- Улдіс Крастс (1943) — поет.
- Артур Бенедикт Бертольд (1905-1976) — прозаїк.
- Альберт Бреінкопф (1910-1969) — письменник.
- Байба Дамберга (1957) — художниця і поетеса.
- Валт Ернштрейт (1974) — прозаїк і поет.
- Лаурі Кеттунен (1885-1963) — фінський мовознавець, поет.
- Яніс Кінкамеґ (1905-1933) — поет.
- Петер Кінкамеґ (1902-1972) — поет.
- Теодор Шваненберґ (1882-1946) — письменник.
- Лоті Лінденберґа (1866-1945) — знавець лівського усного фольклору.
- Яніс Принцис (Молодший, 1821-1904) — мовознавець, перекладач, письменник.
- Яніс Принцис (Старший, 1796-1868) — мовознавець, перекладач, письменник.
- Петир Прінц (1831-1889) — поет.
- Лаімонс Рудзітіс (1906-1973) — перекладач, публіцист і письменник.
- Емілія Рулле (1910-1989) — великий знавець лівських пісень.
- Оскар Лорітс (1900-1961) — естонський фольклорист, видавець лівського фольклору.
- Дідрікіс Валгама (1884-1968) — поет.
- Яніс Белта (1893-1946) — поет.